# Marcha paz, pan y trabajo
La marcha «paz, pan y trabajo» fue una gran protesta en Buenos Aires, Argentina, el 30 de marzo de 1982 contra la Dictadura Militar. Estuvo protagonizada por la CGT Brasil con Saúl Ubaldini. La protesta ocurrió apenas tres días antes de la toma de las islas Malvinas el 2 de abril (Operación Rosario) y es recordada como una de las mayores manifestaciones contra el gobierno de facto.

## Contexto
La Argentina desde 1976 estaba gobernada por la dictadura autodenominada Proceso de Reorganización Nacional. Este gobierno de facto se caracterizó por implementar, en el plano económico, políticas neoliberales y de desrregulación de la economía. El proyecto económico del "Proceso", liderado por el ministro de Economía José Alfredo Martínez de Hoz, trajo como consecuencia la consolidación del modelo económico productivo agro-financiero, con gran rentabilidad para sectores productores de materias primas de origen agrícola y sectores financieros. Como consecuencia de este programa, el sector de la producción y trabajo industrial se vio debilitado. Además, la dictadura militar de 1976-1983 llevó adelante una política de persecución, secuestro y exterminio ilegal conocida como terrorismo de Estado. La mayor parte de las víctimas del terrorismo de Estado provenían del sector sindical, entre ellos trabajadores, activistas sindicales y delegados de sindicato. La Junta Militar desde 1981 estaba integrada por el teniente general Leopoldo Fortunato Galtieri (quien a su vez era presidente de la Nación), el almirante Jorge Isaac Anaya y el brigadier general Basilio Lami Dozo.

## El 30 de marzo
Conducida por Saúl Ubaldini y otros dirigentes, la multitud marchó de la sede de la CGT Brasil en Brasil 1482 a la Plaza de Mayo, frente a la Casa Rosada. Participaron 15 000 personas. El general Galtieri, influido por el comandante del I Cuerpo Cristino Nicolaides y el jefe de Estado Mayor del Ejército José Antonio Vaquero, ordenó la represión y las fuerzas policiales reprimieron la manifestación; hubo 2074 detenidos.
También hubo manifestaciones en las provincias. En la ciudad de Mendoza murió el sindicalista minero José Benedicto Ortiz, víctima de balazos de Gendarmería Nacional Argentina Nacional.

## Posteridad
Ubaldini y el resto de los dirigentes de la CGT quedaron detenidos, así como Adolfo Pérez Esquivel y un grupo de las Madres de Plaza de Mayo.
La marcha marcó el final de la gestión de Osvaldo Cacciatore en la ciudad de Buenos Aires, presentando su renuncia el 1ro de abril.
Tres días después de la marcha (el 2 de abril), en la Operación Rosario, las Fuerzas Armadas argentinas tomaron Puerto Argentino iniciando la Guerra de las Malvinas. El 7 de abril en un avión militar viajaron a las islas, dirigentes políticos y sindicales, incluidos Ubaldini y Donaires (CGT Brasil) y Triaca (CNT-20), entre otros.